# Lingua italiana e televisione
La diffusione della lingua italiana in Italia è stata profondamente influenzata dalla diffusione della televisione.

## Quadro generale
La spinta a capire e parlare l'italiano, diventata più forte dopo l'unità d'Italia, ha trovato nel parlato trasmesso della televisione una soluzione economica e che ha sopperito alle carenze della scuola.
L'analfabetismo e la scarsa abitudine alla lettura, la «scarsa densità della cultura» indicata dal glottologo Ascoli come uno degli ostacoli per il raggiungimento di una lingua comune, hanno permesso ai mass media di svolgere un ruolo dominante. Questo ruolo è stato inoltre rinforzato dall'intervento dello Stato, che per decenni ha attribuito alle trasmissioni televisive un compito educativo, legato alla loro funzione di “servizio pubblico”.
Nel corso degli anni la televisione ha perso la sua funzione pedagogica, ma rispecchia le varietà della lingua italiana.

### Importanza
La televisione è ed è stata per decenni il mezzo di comunicazione più diffuso in Italia. Questo l'ha resa anche il mezzo di comunicazione più influente dal punto di vista linguistico.
Nel 2000 i telespettatori sono stati circa il 93% della popolazione, secondo i dati Istat.

### Pluralità
Non esiste una «lingua della televisione», ma tante lingue. Secondo una definizione di Francesco Sabatini, si parla infatti di «italiani trasmessi», al plurale, intendendo con questo le diverse forme espressive a seconda della tipologia del programma: telegiornale, documentario, programma di intrattenimento, fiction, ecc.

### Effetti sulla lingua
Dal punto di vista diacronico la «lingua della televisione» ha contribuito al processo di semplificazione e di svecchiamento della lingua italiana. Più specificamente, ha contribuito all’affermazione dell'italiano neostandard e dell'uso medio.

## Storia
Le emissioni televisive in Italia iniziarono con la RAI, che iniziò le trasmissioni il 3 gennaio 1954.
L'evoluzione della lingua trasmessa nel corso degli anni si intreccia dapprima con la storia della RAI e successivamente anche con quella delle televisioni private o commerciali.
Linguisticamente la storia della televisione in Italia si può suddividere in tre fasi, indicate con i neologismi paleotelevisione e neotelevisione, coniati da Umberto Eco nel 1983, e con il neologismo neo-neotelevisione, coniato da Giuseppe Antonelli.

### La paleotelevisione
Nella fase della paleotelevisione, dal 1954 al 1976, la RAI era l’unica emittente televisiva. La RAI aveva prima un solo canale e poi due canali in bianco e nero, e le sue trasmissioni coprivano solo alcune ore della giornata.
La RAI era nata per informare, intrattenere, ma anche per educare gli italiani. In questa fase era quindi presente una funzione pedagogica realizzata con:
- il controllo della lingua, diffondendo l’italiano standard, quello delle grammatiche e dello studio a scuola: una lingua con una sintassi semplice ma con un registro alto
- un modello standard di pronuncia: le annunciatrici dei programmi televisivi, i presentatori e gli speaker, che conducevano i telegiornali, frequentavano corsi di dizione

- le trasmissioni per l’educazione degli adulti: la più conosciuta fu Non è mai troppo tardi[6] del maestro Alberto Manzi

- programmi di intrattenimento per divulgare opere letterarie come l'Odissea, i Promessi sposi e altri (la divulgazione scientifica arrivò successivamente, dopo la metà degli anni sessanta)

- il divieto di usare parole volgari.

La diffusione di un modello unificato di pronuncia portò anche alla pubblicazione del Dizionario d'ortografia e di pronunzia (DOP), che riproponeva il modello del fiorentino emendato e fu redatto dai linguisti Migliorini, Tagliavini e Fiorelli.
Nella fase della paleotelevisione la RAI ebbe un importante ruolo di stimolo all’uso dell’italiano in ambienti molto legati all’uso del dialetto: nel 1951 i dialettofoni erano il 63,5% della popolazione. Rese quindi familiare ai suoi ascoltatori la lingua italiana, permettendo loro di arricchire il proprio vocabolario e di rifarsi a una pronuncia standard, in una società che aveva negli anni Cinquanta ancora una elevata percentuale di analfabeti (nel 1951 l’analfabetismo era intorno al 13%). 
In questa prima fase la TV svolse anche un ruolo di socializzazione, perché non tutte le famiglie avevano un apparecchio televisivo in casa e quindi si riunivano davanti all'unico apparecchio disponibile presso i parenti o i vicini di casa, oppure al bar.

### La neotelevisione
Nel 1976 la RAI viene riformata e viene introdotto il III canale (RAI 3) con le sedi regionali, dando spazio a contenuti su base regionale e quindi al parlato locale. Soprattutto finisce il monopolio della RAI con la nascita delle radio e TV private, prima su base locale e poi nazionale. Nasce la neotelevisione.
La conduzione dei telegiornali passa dallo speaker al giornalista, e si perde così la pronuncia impostata e priva di inflessioni dialettali.
La programmazione passa da poche ore giornaliere a 24 ore e la necessità di conquistare spazi pubblicitari causa la perdita di qualità dei programmi televisivi, anche dal punto di vista linguistico.
Il pubblico, che telefona da casa, viene intervistato per strada o è presente in studio, prende sempre più spazio nei programmi televisivi di intrattenimento, ma anche di approfondimento politico, e porta con sé i dialetti, l’italiano sub-standard, quello popolare.

### La neo-neotelevisione
Nel terzo ventennio televisivo, dal 1996 in poi, il pubblico diventa sempre più protagonista, con i talk show, con i reality show, con le trasmissioni di infotainment (informazione e intrattenimento) e il modello di parlato è sempre più tendente al basso: è la neo-neotelevisione.
La lingua italiana in televisione si evolve, perché la lingua è un organismo vivo, in costante mutamento e cambia con l’introduzione di neologismi, di forestierismi, come gli anglicismi docufiction da "documentario" e "fiction", infotainment da "informazione" e "intrattenimento", che sono parole composte dette parole macedonia; con la formazione di nomi composti e i composti "x-show": reality show, talk show; con il calco semantico come per esempio il caso della parola virale: “un video diventato virale”.
Le trasmissioni di divulgazione scientifica rendono familiari le parole del linguaggio tecnico-scientifico: i tecnicismi. Le trasmissioni di divulgazione di medicina, per esempio, rendono note al grande pubblico televisivo termini come radicali liberi, grassi saturi e insaturi, neoplasia e metastasi, anoressia e bulimia.
La TV di questo periodo si trasforma da «modello di lingua» in «specchio delle lingue», ossia riflette le varietà della lingua italiana, le abitudini linguistiche degli italiani.
Da una lingua standard con un registro formale, caratteristica dei telegiornali e delle trasmissioni di informazione, dei documentari di divulgazione scientifica e culturale, dei dibattiti politici, si passa alle varietà regionali, all’italiano popolare e ai dialetti, sia negli interventi del pubblico da casa o dal vivo in studio e nelle interviste per strada nei programmi di informazione e di intrattenimento, ma anche nel linguaggio dei presentatori, sia nelle TV nazionali che locali e anche nel linguaggio di tanti politici, i quali spesso sconfinano nella aggressione verbale e nella volgarità.
Le trasmissioni cambiano, l’intrattenimento prende il sopravvento, le notizie di cronaca, i documentari scientifici e culturali vengono spettacolarizzati: 
- i programmi di informazione diventano infotainment ossia programmi di informazione e di intrattenimento

- i programmi di inchiesta giornalistica, di documentazione della cronaca e della storia diventano docufiction

L’abbandono di un italiano standard si è avuto nei programmi di intrattenimento, ma anche da parte dei giornalisti, che cadono talvolta in errori di sintassi, di pronuncia e di semantica.
L’italiano regionale e popolare in TV è caratterizzato dall’uso del che polivalente, dell'indicativo al posto del congiuntivo, dall’uso errato dei pronomi, delle preposizioni, degli aggettivi al posto degli avverbi, del troncamento dei verbi all’infinito.
Nella lingua della TV si ritrovano anche gli stereotipi del linguaggio giornalistico: “un efferato delitto, una brillante operazione delle forze dell’ordine”, ecc.; i termini attinti dal linguaggio del cinema: montaggio, inquadratura, stacco, ecc.; i gerghi della malavita e il linguaggio giovanile nelle fiction televisive.
Le fiction televisive accolgono le tante varietà dell’italiano: 
- l’italiano standard nelle fiction tratte da romanzi
- i linguaggi gergali, l’italiano sub-standard, quello popolare e regionale nelle serie poliziesche
- un parlato colloquiale (abboccare, sfigati, smammare, lumacone) con forestierismi di moda (online, fast food, lifting, single) in altre fiction
- il dialetto unito a una lingua più vicina al parlato, all’italiano neostandard, nella fiction più longeva di tutte, Un posto al sole[15], in onda dal 1996.

In particolare, la fiction Un posto al sole si discosta dal linguaggio piatto e standardizzato delle fiction Vivere e Centovetrine (realizzate da Mediaset), e presenta un linguaggio più vicino al parlato, con i suoi tratti tipici come le dislocazioni, il ci attualizzante, i dimostrativi ’sto e ’sta, ma anche pronunce regionali, meridionalismi lessicali molto diffusi, e il parlato regionale, poiché nella vita di tutti i giorni la lingua parlata nelle situazioni informali è spesso l'italiano regionale.